# Rhodanthidium sticticum
Rhodanthidium sticticum là một loài Hymenoptera trong họ Megachilidae. Loài này được Fabricius mô tả khoa học năm 1787.

## Hình ảnh

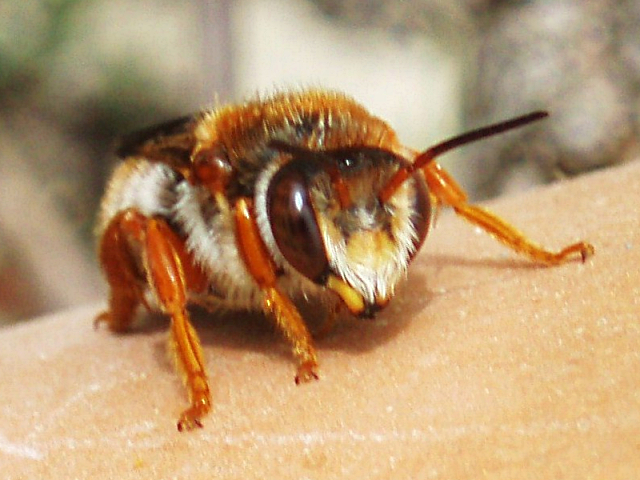